# إسماعيل خالد (لاعب كرة قدم إماراتي)
إسماعيل خالد (مواليد 15 يوليو 1997، لاعب كرة قدم إماراتي يجيد اللعب في الظهير الأيسر في نادي فليتوود يونايتد.

## مسيرة اللاعب
لعب سابقاً مع نادي الشباب ونادي شباب الأهلي ونادي الإمارات ونادي الجزيرة الحمراء ونادي فليتوود يونايتد.

## روابط خارجية
- إسماعيل خالد على موقع Soccerway.com (الإنجليزية)